# Last Mile (album)
Last Mile er debutalbummet fra det danske hardcore/metalband Last Mile. Det blev udgivet 25. august 2008. 
Abummet vandt ved Danish Metal Awards (DMeA) 2008 prisen for bedste danske metal cover.  

## Spor
1. "Steadfast"
2. "Afterall"
3. "Another sinking ship"
4. "Past and present"
5. "Times are changing"
6. "Question mark"
7. "Dead weight"
8. "Troubled times and minds"
9. "Moving on"
10. "Mental block"
11. "Amongst vultures"
12. "Pull Through"
13. "Nothing to prove"
14. "No holding back"
15. "Talk is cheap and so are you"